# Lohuecotitan
Lohuecotitan („titán z Lo Hueco“) byl rod sauropodního dinosaura ze skupiny titanosaurů (podčeleď Lirainosaurinae), který žil v období pozdní křídy, na pomezí geologických stupňů kampán a maastricht) (asi před 72 miliony let).

## Objev a popis
Fosilie tohoto býložravého čtvernožce byly objeveny v centrální části Španělska (lokalita Lo Hueco v provincii Cuenca). Od místa nálezu vzalo svůj původ také rodové jméno dinosaura. Typový druh L. pandafilandi byl formálně popsán roku 2016 týmem španělských paleontologů, holotyp (typový exemplář) nese katalogové označení HUE-EC-01. V sedimentech geologického souvrství Villalba de la Sierra byla objevena částečně zachovaná fragmentární kostra, včetně obratlů a částí pánevních kostí i kostí končetin. V době existence těchto dinosaurů se na území centrálního Španělska rozkládala velká záplavová nížina.